# Bentley EXP 10 Speed 6
La Bentley EXP 10 Speed 6 è una concept car ibrida costruita dalla casa automobilistica britannica Bentley, esposta al Salone dell'automobile di Ginevra nel 2015. È stato annunciato che entro il 2020 verrà prodotto il modello di serie, anche in versione roadster.

## Contesto
La vettura è una coupé a due posti ed è più piccola e compatta rispetto alla Continental GT. Si tratta anche della prima coupé a due posti ideata dalla Bentley e il suo design classico, ma aerodinamico rappresenta una svolta per il design della casa.
I fari anteriori e posteriori sono costruiti in vetro, hanno una forma ovale e sono a LED. Alcune parti dell'auto, come le griglie e le prese d'aria, sono state realizzate con la stampa 3D e dalla griglia anteriore si può intravedere un numero 6.
Per la realizzazione degli interni sono stati utilizzati vari materiali: legno massello di ciliegio, pelle frau, alluminio, acciaio, rame e nella console centrale vi è uno schermo tattile da 12 pollici. È stato annunciato che la vettura di serie sarà dotata di un motore V8 e potrà raggiungere 320 km/h, il costo stimato sarà pari a 120.000 £, circa 166.400 €.